# Apatura magadinensis
Apatura magadinensis är en fjärilsart som beskrevs av Gramann 1920. Apatura magadinensis ingår i släktet Apatura och familjen praktfjärilar. Inga underarter finns listade i Catalogue of Life.